# (16906) Giovannisilva
(16906) Giovannisilva ist ein Asteroid des Hauptgürtels, der am 18. Februar 1998 von Astronomen des Osservatorio San Vittore in Bologna entdeckt wurde.
Der Asteroid wurde nach dem italienischen Astronomen Giovanni Silva benannt. Damit wurde sein Wirken an der internationalen Breitengradstation auf Carloforte und als Direktor der Sternwarte Padua gewürdigt.